# ایران در پارالمپیک تابستانی ۲۰۱۶
ایران از ۱۷ تا ۲۸ شهریور سال ۱۳۹۵ (۷ تا ۱۸ سپتامبر ۲۰۱۶) در ریودوژانیرو، برزیل، در بازی‌های پارالمپیک تابستانی ۲۰۱۶ به رقابت پرداخت.
در روز یازدهم مسابقات در رشته دوچرخه سواری (سرعت جاده مردان C4-5) بهمن گلبارنژاد در میانه راه در یک شیب تند دچار حادثه شد و به خاطر سانحه از دور رقابت‌های این رشته کنار رفت. او به دلیل شدت سانحه دار فانی را وداع گفت.

## رشته‌ها و تعداد شرکت‌کنندگان
| رشته ورزشی        | مردان | زنان | مجموع |
| ----------------- | ----- | ---- | ----- |
| تیراندازی با کمان | ۴     | ۳    | ۷     |
| دوومیدانی         | ۲۴    | ۳    | ۲۷    |
| دوچرخه‌سواری       | ۱     | ۰    | ۱     |
| فوتبال ۵نفره      | ۱۰    | ۰    | ۱۰    |
| فوتبال ۷نفره      | ۱۴    | ۰    | ۱۴    |
| جودو              | ۳     | ۰    | ۳     |
| پاراکانو          | ۰     | ۱    | ۱     |
| وزنه برداری       | ۶     | ۰    | ۶     |
| تیراندازی         | ۱     | ۴    | ۵     |
| شنا               | ۱     | ۰    | ۱     |
| والیبال نشسته     | ۱۲    | ۱۲   | ۲۴    |
| بسکتبال با ویلچر  | ۱۲    | ۰    | ۱۲    |
| مجموع             | ۸۸    | ۲۳   | ۱۱۱   |

## مدال‌ها

### مدال‌آوران
| نشان | نام | رشته              | رویداد                          | تاریخ      |
| ---- | --- | ----------------- | ------------------------------- | ---------- |
| طلا  | ساره جوانمردی | تیراندازی         | تپانچه بادی ۱۰ متر بانوان - SH1 | ۰۹ سپتامبر |
| طلا  | مجید فرزین | وزنه برداری       | وزنه‌برداری ۸۰-کیلوگرم           | ۱۲ سپتامبر |
| طلا  | محمد خالوندی | دوومیدانی         | پرتاب نیزه F57                  | ۱۲ سپتامبر |
| طلا  | غلامرضا رحیمی | تیراندازی با کمان | ریکرو انفرادی مردان             | ۱۳ سپتامبر |
| طلا  | ساره جوانمردی | تیراندازی         | تپانچه ۵۰ متر مختلط- SH1        | ۱۴ سپتامبر |
| طلا  | سیامند رحمان | وزنه برداری       | وزنه‌برداری ۱۰۷+کیلوگرم          | ۱۴ سپتامبر |
| طلا  | زهرا نعمتی | تیراندازی با کمان | ریکرو آزاد بانوان               | ۱۵ سپتامبر |
| طلا  | والیبال - مهرزاد مهروان - مرتضی مهرزاد - میثم علی‌پور - داود علی‌پوریان - ابوالفضل اولیایی - آرش خرم‌علی - صادق بیگدلی - مجید لشکری - حسین گلستانی - عیسی زیراهی - رمضان صالحی - مهدی بابادی                | والیبال نشسته     | والیبال نشسته آقایان            | ۱۸ سپتامبر |
| نقره | سامان پاکباز | دوومیدانی         | پرتاب وزنه مردان F12            | ۰۸ سپتامبر |
| نقره | علیرضا قلعه‌ناصری | دوومیدانی         | پرتاب دیسک مردان F56            | ۱۰سپتامبر  |
| نقره | زهرا نعمتی، ابراهیم رنجبر | تیراندازی با کمان | ریکرو مختلط تیمی                | ۱۱ سپتامبر |
| نقره | سجاد محمدیان | دوومیدانی         | پرتاب وزنهF42                   | ۱۲ سپتامبر |
| نقره | عبدالله حیدری | دوومیدانی         | پرتاب نیزه F57                  | ۱۲ سپتامبر |
| نقره | سجاد نیک‌پرست | دوومیدانی         | پرتاب وزنه F12/13               | ۱۴ سپتامبر |
| نقره | حامد امیری | دوومیدانی         | پرتاب وزنه F54/55               | ۱۶ سپتامبر |
| نقره | فوتبال هفت‌نفره - مسلم خزایی - هاشم رستگاری - لطف‌الله جنگ‌جو - حسن صفری - صادق حسنی - فرزاد مهری - بهنام سهرابی - حسین تیزبر - مهدی جمالی - جاسم بخشی - رسول آتش‌افروز - محمد خراط - مسلم اکبری - بابک صفری | فوتبال ۷ نفره     | فوتبال ۷ نفره                   | ۱۶ سپتامبر |
| نقره | فوتبال ۵پنج‌نفره - میثم شجاعیان - امیر پوررضوی - محمدرضا مهنی‌نسب - حسین رجب‌پور - محمد حیدری - صادق رحیمی - بهزاد زادعلی‌اصغر - احمدرضا شاه‌حسینی - رسول باصری - اکبر شوشتری                                 | فوتبال ۵ نفره     | فوتبال ۵ نفره                   | ۱۷ سپتامبر |
| برنز | پیمان نصیری | دوومیدانی         | دوی ۱۵۰۰ متر T20                | ۱۳ سپتامبر |
| برنز | ابراهیم رنجبر | تیراندازی با کمان | ریکرو انفرادی مردان             | ۱۳ سپتامبر |
| برنز | علی صادق‌زاده | وزنه برداری       | ۱۰۷- کیلوگرم                    | ۱۴ سپتامبر |
| برنز | اسدالله عظیمی | دوومیدانی         | پرتاب وزنه F53                  | ۱۴ سپتامبر |
| برنز | جواد حردانی | دوومیدانی         | پرتاب نیزه F38                  | ۱۵ سپتامبر |
| برنز | محسن کائیدی | دوومیدانی         | پرتاب نیزه F34                  | ۱۵ سپتامبر |
| برنز | جاوید احسانی شکیب | دوومیدانی         | پرتاب وزنه F57                  | ۱۷ سپتامبر |

| نشان‌ها برپایه رشته | نشان‌ها برپایه رشته | نشان‌ها برپایه رشته | نشان‌ها برپایه رشته | نشان‌ها برپایه رشته |
| ------------------ | ------------------ | ------------------ | ------------------ | ------------------ |
| رشته‌ها             | طلا                | نقره               | برنز               | مجموع              |
| تیراندازی با کمان  | ۲                  | ۱                  | ۱                  | ۴                  |
| تیراندازی          | ۲                  | ۰                  | ۰                  | ۲                  |
| دوومیدانی          | ۱                  | ۶                  | ۵                  | ۱۲                 |
| فوتبال ۷ نفره      | ۰                  | ۱                  | ۰                  | ۱                  |
| فوتبال ۵ نفره      | ۰                  | ۱                  | ۰                  | ۱                  |
| وزنه برداری        | ۲                  | ۰                  | ۱                  | ۳                  |
| والیبال نشسته      | ۱                  | ۰                  | ۰                  | ۱                  |
| مجموع              | ۸                  | ۹                  | ۷                  | ۲۴                 |

| نشان‌ها برپایه تاریخ | نشان‌ها برپایه تاریخ | نشان‌ها برپایه تاریخ | نشان‌ها برپایه تاریخ | نشان‌ها برپایه تاریخ | نشان‌ها برپایه تاریخ |
| ------------------- | ------------------- | ------------------- | ------------------- | ------------------- | ------------------- |
| روز                 | تاریخ               | طلا                 | نقره                | برنز                | مجموع               |
| ۲                   | ۸ سپتامبر           | ۰                   | ۱                   | ۰                   | ۱                   |
| ۳                   | ۹ سپتامبر           | ۱                   | ۰                   | ۰                   | ۱                   |
| ۴                   | ۱۰ سپتامبر          | ۰                   | ۱                   | ۰                   | ۱                   |
| ۵                   | ۱۱ سپتامبر          | ۰                   | ۱                   | ۰                   | ۱                   |
| ۶                   | ۱۲ سپتامبر          | ۲                   | ۲                   | ۰                   | ۴                   |
| ۷                   | ۱۳ سپتامبر          | ۱                   | ۰                   | ۲                   | ۳                   |
| ۸                   | ۱۴ سپتامبر          | ۲                   | ۱                   | ۲                   | ۵                   |
| ۹                   | ۱۵ سپتامبر          | ۱                   | ۰                   | ۲                   | ۳                   |
| ۱۰                  | ۱۶ سپتامبر          | ۰                   | ۲                   | ۰                   | ۲                   |
| ۱۱                  | ۱۷ سپتامبر          | ۰                   | ۱                   | ۱                   | ۲                   |
| ۱۲                  | ۱۸ سپتامبر          | ۱                   | ۰                   | ۰                   | ۱                   |
| مجموع               | مجموع               | ۸                   | ۹                   | ۷                   | ۲۴                  |

## نتایج با رویداد

### تیراندازی با کمان
| ورزشکار       | رویداد                               | رتبه‌بندی | رتبه‌بندی | یک شانزدهم نهایی          | یک هشتم نهایی               | یک چهارم نهایی                  | نیمه نهایی              | رده‌بندی                | فینال                   | رتبه |
| ورزشکار       | رویداد                               | امتیاز   | رتبه     | یک شانزدهم نهایی          | یک هشتم نهایی               | یک چهارم نهایی                  | نیمه نهایی              | رده‌بندی                | فینال                   | رتبه |
| ------------- | ------------------------------------ | -------- | -------- | ------------------------- | --------------------------- | ------------------------------- | ----------------------- | ---------------------- | ----------------------- | ---- |
| هادی نوری     | ۱۰ و ۱۴ سپتامبر کامپوند انفرادی آزاد | ۶۸۵      | ۳        | یحیی (MAS) برنده، ۱۳۶–۱۲۶ | لیانگ (CHN) بازنده، ۱۳۴–۱۳۸ | راه نیافت                       | راه نیافت               | راه نیافت              | راه نیافت               | ۹    |
| غلامرضا رحیمی | ۱۰ و ۱۳ سپتامبر ریکرو انفرادی آزاد   | ۶۲۴      | ۵        | کیم (KOR) برنده، ۶–۲      | یو (CHN) برنده، ۶–۰         | اویوما (JPN) برنده، ۶–۲         | رنجبر (IRI) برنده، ۶–۴  | -                      | نتسیری (THA) برنده، ۷–۳ | 1    |
| ابراهیم رنجبر | ۱۰ و ۱۳ سپتامبر ریکرو انفرادی آزاد   | ۶۳۷      | ۱        | یوناستس (LAT) برنده، ۶–۲  | فیلیپس (GBR) برنده، ۶–۴     | ساویچکی (POL) برنده، ۷–۳        | رحیمی (IRI) بازنده ،۴–۶ | رزنده (BRA) برنده، ۷–۱ | راه نیافت               | 3    |
| مجید کاکوش    | ۱۰ و ۱۶ سپتامبر انفرادی W1           | ۶۲۸      | ۷        | استراحت                   | حاتم (FRA) برنده، ۱۳۱–۱۲۹   | درانینسکی (CZE) بازنده، ۱۲۲–۱۴۲ | راه نیافت               | راه نیافت              | راه نیافت               | ۸    |

| ورزشکار      | رویداد                               | رتبه‌بندی | رتبه‌بندی | یک شانزدهم نهایی        | یک هشتم نهایی               | یک چهارم نهایی              | نیمه نهایی                | رده‌بندی                   | فینال               | رتبه |
| ورزشکار      | رویداد                               | امتیاز   | رتبه     | یک شانزدهم نهایی        | یک هشتم نهایی               | یک چهارم نهایی              | نیمه نهایی                | رده‌بندی                   | فینال               | رتبه |
| ------------ | ------------------------------------ | -------- | -------- | ----------------------- | --------------------------- | --------------------------- | ------------------------- | ------------------------- | ------------------- | ---- |
| زهرا نعمتی   | ۱۰ و ۱۵ سپتامبر ریکرو انفرادی آزاد   | ۶۲۷      | ۲        | والیوا (AZE) برنده، ۶–۰ | مون (KOR) برنده، ۶–۰        | میجنو (ITA) برنده، ۶–۴      | لی (KOR) برنده، ۶–۰       | -                         | وو (CHN) برنده، ۶–۴ | 1    |
| محدثه کهنسال | ۱۰ و ۱۵ سپتامبر ریکرو انفرادی آزاد   | ۵۴۱      | ۲۴       | اروغلو (TUR) برنده، ۶–۲ | بالیان (UKR) بازنده، ۰–۶    | راه نیافت                   | راه نیافت                 | راه نیافت                 | راه نیافت           | ۹    |
| سمیه عباسپور | ۱۰ و ۱۶ سپتامبر کامپوند انفرادی آزاد | ۶۵۷      | ۲        | استراحت                 | کوپزیک (GER) برنده، ۱۴۰–۱۲۹ | گرینام (GBR) برنده، ۱۳۷–۱۳۶ | لین (CHN) بازنده، ۱۲۹–۱۳۷ | کیم (KOR) بازنده، ۱۳۸–۱۴۰ | راه نیافت           | ۴    |

| ورزشکار       | رویداد                            | رتبه‌بندی           | رتبه‌بندی | یک هشتم نهایی           | یک چهارم نهایی                  | نیمه نهایی               | رده‌بندی   | فینال                 | رتبه |
| ورزشکار       | رویداد                            | امتیاز             | رتبه     | یک هشتم نهایی           | یک چهارم نهایی                  | نیمه نهایی               | رده‌بندی   | فینال                 | رتبه |
| ------------- | --------------------------------- | ------------------ | -------- | ----------------------- | ------------------------------- | ------------------------ | --------- | --------------------- | ---- |
| زهرا نعمتی    | ۱۰ و ۱۱ سپتامبر ریکرو تیمی آزاد   | ۱۲۶۴ نعمتی و رنجبر | ۱        | فرانسه (FRA) برنده، ۶–۰ | بریتانیا (GBR) برنده، ۵–۴       | ایتالیا (ITA) برنده، ۶–۰ | -         | چین (CHN) بازنده، ۳–۵ | 2    |
| محدثه کهنسال  | ۱۰ و ۱۱ سپتامبر ریکرو تیمی آزاد   | ۱۲۶۴ نعمتی و رنجبر | ۱        | فرانسه (FRA) برنده، ۶–۰ | بریتانیا (GBR) برنده، ۵–۴       | ایتالیا (ITA) برنده، ۶–۰ | -         | چین (CHN) بازنده، ۳–۵ | 2    |
| غلامرضا رحیمی | ۱۰ و ۱۱ سپتامبر ریکرو تیمی آزاد   | ۱۲۶۴ نعمتی و رنجبر | ۱        | فرانسه (FRA) برنده، ۶–۰ | بریتانیا (GBR) برنده، ۵–۴       | ایتالیا (ITA) برنده، ۶–۰ | -         | چین (CHN) بازنده، ۳–۵ | 2    |
| ابراهیم رنجبر | ۱۰ و ۱۱ سپتامبر ریکرو تیمی آزاد   | ۱۲۶۴ نعمتی و رنجبر | ۱        | فرانسه (FRA) برنده، ۶–۰ | بریتانیا (GBR) برنده، ۵–۴       | ایتالیا (ITA) برنده، ۶–۰ | -         | چین (CHN) بازنده، ۳–۵ | 2    |
| هادی توری     | ۱۰ و ۱۲ سپتامبر کامپوند تیمی آزاد | ۱۳۴۲               | ۱        | استراحت                 | کره جنوبی (KOR) بازنده، ۱۴۸–۱۵۳ | راه نیافت                | راه نیافت | راه نیافت             | ۶    |
| سمیه عباسپور  | ۱۰ و ۱۲ سپتامبر کامپوند تیمی آزاد | ۱۳۴۲               | ۱        | استراحت                 | کره جنوبی (KOR) بازنده، ۱۴۸–۱۵۳ | راه نیافت                | راه نیافت | راه نیافت             | ۶    |

### دوومیدانی
| ورزشکار     | رویداد                         | گروه   | گروه     | نیمه‌نهایی | نیمه‌نهایی | نهایی     | نهایی     |
| ورزشکار     | رویداد                         | زمان   | رتبه‌بندی | زمان      | رتبه‌بندی  | زمان      | رتبه‌بندی  |
| ----------- | ------------------------------ | ------ | -------- | --------- | --------- | --------- | --------- |
| حمید اسلامی | ۱۱ و ۱۴ سپتامبر - ۱۵۰۰ متر T11 | ناموفق | -        | راه نیافت | راه نیافت | راه نیافت | راه نیافت |
| پیمان نصیری | ۱۳ سپتامبر - ۱۵۰۰ متر T20      | -      | -        | -         | -         | ۳:۵۶٫۲۴   | 3         |
| احمد اجاق‌لو | ۱۰ و ۱۱ سپتامبر - ۱۰۰متر T47   | ۱۱٫۲۲  | ۵        | -         | -         | ۱۱٫۲۷     | ۸         |

| ورزشکار            | رویداد                      | نتیجه  | رتبه‌بندی |
| ------------------ | --------------------------- | ------ | -------- |
| سامان پاکباز       | ۰۸ سپتامبر - پرتاب وزنه F12 | ۱۵٫۹۸  | 2        |
| یونس سیفی‌پور       | ۰۸ سپتامبر - پرتاب وزنه F32 | ۸٫۴۰   | ۵        |
| سیامک صالح فرجزاده | ۱۱ سپتامبر - پرتاب وزنه F34 | ۱۰٫۶۵  | ۶        |
| محسن حسینی‌پناه     | ۱۲ سپتامبر - پرتاب وزنه F35 | ۱۳٫۱۴  | ۵        |
| مهران نکویی مجد    | ۱۲ سپتامبر - پرتاب وزنه F35 | ۱۴٫۵۴  | ۴        |
| سجاد محمدیان       | ۱۲ سپتامبر - پرتاب وزنه F42 | ۱۴٫۳۱  | 2        |
| اسدالله عظیمی      | ۱۴ سپتامبر - پرتاب وزنه F53 | ۸٫۱۴   | 3        |
| علیرضا مختاری      | ۱۴ سپتامبر - پرتاب وزنه F53 | ۷٫۸۷   | ۴        |
| جلیل باقری         | ۱۶ سپتامبر - پرتاب وزنه F55 | ۱۱٫۱۶  | ۶        |
| حامد امیری         | ۱۶ سپتامبر - پرتاب وزنه F55 | ۱۱٫۴۰  | 2        |
| جاوید احسانی شکیب  | ۱۷ سپتامبر - پرتاب وزنه F57 | ۱۴٫۱۳  | 3        |
| محسن کائیدی        | ۱۱ سپتامبر - پرتاب وزنه F34 | ۱۰٫۷۰  | ۵        |
| محسن کائیدی        | ۱۵ سپتامبر - پرتاب نیزه F34 | ۳۳٫۴۲  | 3        |
| سجاد نیک‌پرست       | ۱۴ سپتامبر - پرتاب نیزه F13 | ۶۲٫۷۴  | 2        |
| جواد حردانی        | ۱۵ سپتامبر - پرتاب نیزه F38 | ۴۸٫۴۶  | 3        |
| محمد فتحی گنجی     | ۱۳ سپتامبر - پرتاب نیزه F46 | ۵۴٫۶۷  | ۴        |
| محمد خالوندی       | ۱۲ سپتامبر - پرتاب نیزه F57 | ۴۶٫۱۲  | 1        |
| عبدالله حیدری      | ۱۲ سپتامبر - پرتاب نیزه F57 | ۴۳٫۷۷  | 2        |
| علی محمدیاری       | ۱۰ سپتامبر - پرتاب دیسک F56 | ناموفق | -        |
| علیرضا قلعه‌ناصری   | ۱۰ سپتامبر - پرتاب دیسک F56 | ۴۴٫۰۴  | 2        |
| علی الفت‌نیا        | ۱۳ سپتامبر - پرش طول T37    | ۵٫۵۲   | ۹        |

| ورزشکار       | رویداد                      | نتیجه | رتبه‌بندی |
| ------------- | --------------------------- | ----- | -------- |
| بتول جهانگیری | ۱۶ سپتامبر - پرتاب وزنه F33 | ۴٫۵۷  | ۶        |
| هاشمیه متقیان | ۱۰ سپتامبر - پرتاب نیزه F56 | ۱۹٫۸۳ | ۴        |
| مریم سلطانی   | ۰۹ سپتامبر - پرتاب نیزه F34 | ۱۵٫۰۰ | ۷        |

### دوچرخه‌سواری
| ورزشکار        | رویداد                 | زمان                             | رتبه‌بندی |
| -------------- | ---------------------- | -------------------------------- | -------- |
| بهمن گلبارنژاد | سرعت جاده مردان C۴–۵   | متأسفانه طی حادثه ای از دنیا رفت | -        |
| بهمن گلبارنژاد | تایم‌تریل جاده مردان C4 | 46:03.62                         | ۱۴       |

### فوتبال ۵نفره
اعضای تیم:
۱-میثم شجاعیان (دروازه‌بان)، ۲-امیر پوررضوی، ۴-محمدرضا مهنی نسب، ۷- حسین رجب پور (کاپیتان)، ۸-محمد حیدری، ۹-صادق رحیمی، ۱۰-بهزاد زادعلی اصغر، ۱۱-احمدرضا شاه حسینی، ۱۲-رسول باصری، ۱۳-اکبر شوشتری (دروازه‌بان)
محمدرضا شاد دل (راهنما)
جواد فلفلی (سرمربی)
| تاریخ      | مرحله      | بازی ۱                               | بازی۲           | رتبه |
| ---------- | ---------- | ------------------------------------ | --------------- | ---- |
| ۰۹ سپتامبر | گروهی      | ترکیه ۰–۰ ایران                      | برزیل ۳–۱ مراکش | 2    |
| ۱۱ سپتامبر | گروهی      | مراکش ۰–۲ ایران رجب پور، زادعلی اصغر | برزیل ۲–۰ ترکیه | 2    |
| ۱۳ سپتامبر | گروهی      | برزیل ۰–۰ ایران                      | مراکش ۱–۱ ترکیه | 2    |
| ۱۵ سپتامبر | نیمه نهایی | آرژانتین ۰–۰ ایران ضربات پنالتی: ۱–۲ |                 | 2    |
| ۱۷ سپتامبر | فینال      | برزیل ۱–۰ ایران                      |                 | 2    |

| رتبه | تیم         | بازی | برد | تساوی | باخت | گل زده | گل خورده | تفاضل گل | امتیاز |
| ---- | ----------- | ---- | --- | ----- | ---- | ------ | -------- | -------- | ------ |
| ۱    | برزیل (BRA) | ۳    | ۲   | ۱     | ۰    | ۵      | ۱        | ۴        | ۷      |
| ۲    | ایران (IRI) | ۳    | ۱   | ۲     | ۰    | ۲      | ۰        | ۲        | ۵      |
| ۳    | ترکیه (TUR) | ۳    | ۰   | ۱     | ۲    | ۱      | ۳        | ۲-       | ۲      |
| ۴    | مراکش (MAR) | ۳    | ۰   | ۱     | ۲    | ۲      | ۶        | ۴-       | ۱      |

### فوتبال ۷نفره
اعضای تیم:
۱-مسلم خزایی (دروازه‌بان)، ۲-هاشم رستگاری، ۳-لطف‌الله جنگجو، ۴-حسن صفری، ۵-صادق حسنی، ۶-فرزاد مهری، ۷-بهنام سهرابی، ۸-حسین تیزبر، ۹-مهدی جمالی، ۱۰-جاسم بخشی، ۱۱-رسول آتش‌افروز، ۱۲-محمد خراط، ۱۳-مسلم اکبری (کاپیتان)، ۳۹-بابک صفری (دروازه‌بان)
| تاریخ      | مرحله      | بازی ۱                                     | بازی۲                        | رتبه |
| ---------- | ---------- | ------------------------------------------ | ---------------------------- | ---- |
| ۰۸ سپتامبر | گروهی      | ایران ۳–۱ آرژانتین خراط، بخشی، حسنی        | هلند ۲–۲ آمریکا              | 2    |
| ۱۰ سپتامبر | گروهی      | آرژانتین ۰–۲ هلند                          | آمریکا ۰–۲ ایران بخشی، تیزبر | 2    |
| ۱۲ سپتامبر | گروهی      | ایران ۲–۰ هلند رستگاری، مهری               | آرژانتین ۳–۲ آمریکا          | 2    |
| ۱۴ سپتامبر | نیمه نهایی | ایران ۵–۰ برزیل جمالی(۳)، آتش آفروز، تیزبر |                              | 2    |
| ۱۶ سپتامبر | فینال      | اوکراین ۲–۱ ایران                          |                              | 2    |

| رتبه | تیم            | بازی | برد | تساوی | با | گل زده | گل خورده | تفاضل گل | امتیاز | صعود               |
| ---- | -------------- | ---- | --- | ----- | -- | ------ | -------- | -------- | ------ | ------------------ |
| ۱    | ایران (IRI)    | ۳    | ۳   | ۰     | ۰  | ۷      | ۱        | ۶        | ۹      | صعود به نیمه نهایی |
| ۲    | هلند (NED)     | ۲    | ۱   | ۱     | ۱  | ۴      | ۴        | ۰        | ۴      | صعود به نیمه نهایی |
| ۳    | آرژانتین (ARG) | ۳    | ۱   | ۰     | ۲  | ۴      | ۷        | ۳-       | ۳      | رده‌بندی ۵ تا ۸     |
| ۴    | آمریکا (USA)   | ۳    | ۰   | ۱     | ۲  | ۴      | ۷        | ۳-       | ۱      | رده‌بندی ۵ تا ۸     |

### جودو
| ورزشکار             | رویداد                 | یک هشتم نهایی               | یک چهارم نهایی                | نیمه نهایی | شانس مجدد دور اول | شانس مجدد دور دوم                   | رده‌بندی                      | فینال     | رتبه‌بندی |
| ------------------- | ---------------------- | --------------------------- | ----------------------------- | ---------- | ----------------- | ----------------------------------- | ---------------------------- | --------- | -------- |
| سید امید نوری جعفری | ۰۹ سپتامبر ۸۱-کیلوگرم  | یونک (GER) برنده، 111s0-0s1 | مین (KOR) بازنده، 0s3-0s2     | راه نیافت  | استراحت           | خالیف (UZB) برنده، 11s1-2s1         | کوزینوف (UKR) بازنده، ۰–۱۰۰  | راه نیافت | ۵        |
| حامد علیزاده        | ۱۰ سپتامبر ۱۰۰-کیلوگرم | پورتز (USA) برنده، 0s1-۱۱۰  | فرناندز (CUB) بازنده،11s3-0s2 | راه نیافت  | استراحت           | عبدالله خانلی (AZE) بازنده، 0s1-0s2 | راه نیافت                    | راه نیافت | ۷        |
| حمزه ندری           | ۱۰ سپتامبر ۱۰۰+کیلوگرم | مونترو (VEN) برنده، ۱۰۱–۰   | خیمنز (CUB) بازنده، 0-0s1     | راه نیافت  | استراحت           | البدور (IRQ) برنده،0s4-۱۰۰          | ماساکی (JPN) بازنده، 100-0s2 | راه نیافت | ۵        |

### پاراکانو
| ورزشکار         | رویداد                | گروه   | گروه     | نیمه‌نهایی | نیمه‌نهایی | نهایی     | نهایی     |
| ورزشکار         | رویداد                | زمان   | رتبه‌بندی | زمان      | رتبه‌بندی  | زمان      | رتبه‌بندی  |
| --------------- | --------------------- | ------ | -------- | --------- | --------- | --------- | --------- |
| شهلا بهروزی راد | ۱۴ و ۱۵ سپتامبر - KL3 | ۵۸٫۹۰۰ | ۱۰       | ۵۶٫۵۸۰    | ۵         | راه نیافت | راه نیافت |

### وزنه‌برداری
| ورزشکار       | رویداد                  | وزنه مهارشده | رتبه‌بندی |
| ------------- | ----------------------- | ------------ | -------- |
| حمزه محمدی    | ۱۰ سپتامبر، ۶۵-کیلوگرم  | ۱۸۷          | ۴        |
| مجید فرزین    | ۱۲ سپتامبر، ۸۰-کیلوگرم  | ۲۴۰          | 1        |
| حامد صلحی‌پور  | ۱۳ سپتامبر، ۸۸-کیلوگرم  | ناموفق       | -        |
| سامان رضی     | ۱۳ سپتامبر، ۹۷-کیلوگرم  | ۲۲۱          | ۴        |
| علی صادق زاده | ۱۴ سپتامبر، ۱۰۷-کیلوگرم | ۲۲۶          | 3        |
| سیامند رحمان  | ۱۴ سپتامبر، ۱۰۷+کیلوگرم | ۳۱۰          | 1        |

### تیراندازی
| ورزشکار    | رویداد                             | مقدماتی | مقدماتی | فینال     | فینال     |
| ورزشکار    | رویداد                             | امتیاز  | رتبه    | امتیاز    | رتبه      |
| ---------- | ---------------------------------- | ------- | ------- | --------- | --------- |
| مهدی زمانی | ۰۹ سپتامبر، تپانچه بادی ۱۰ متر SH1 | 551-7x  | ۲۴      | راه نیافت | راه نیافت |

| ورزشکار       | رویداد                             | مقدماتی | مقدماتی | فینال                 | فینال     |
| ورزشکار       | رویداد                             | امتیاز  | رتبه    | امتیاز                | رتبه      |
| ------------- | ---------------------------------- | ------- | ------- | --------------------- | --------- |
| ساره جوانمردی | ۰۹ سپتامبر، تپانچه بادی ۱۰ متر SH1 | 376-8x  | ۲       | ۱۹۳٫۴ رکورد پارالمپیک | 1         |
| سمیرا ارم     | ۰۹ سپتامبر، تپانچه بادی ۱۰ متر SH1 | 358-4x  | ۱۶      | راه نیافت             | راه نیافت |
| عالیه محمودی  | ۰۹ سپتامبر، تپانچه بادی ۱۰ متر SH1 | 376-9x  | ۱       | ۷۲٫۷                  | ۸         |

| ورزشکار        | رویداد                                   | مقدماتی | مقدماتی | فینال     | فینال     |
| ورزشکار        | رویداد                                   | امتیاز  | رتبه    | امتیاز    | رتبه      |
| -------------- | ---------------------------------------- | ------- | ------- | --------- | --------- |
| مهدی زمانی     | ۱۴ سپتامبر، تپانچه ۵۰ متر SH1            | 493-2x  | ۳۲      | راه نیافت | راه نیافت |
| ساره جوانمردی  | ۱۴ سپتامبر، تپانچه ۵۰ متر SH1            | 534-3x  | ۳       | ۱۸۹٫۵     | 1         |
| عالیه محمودی   | ۱۴ سپتامبر، تپانچه ۵۰ متر SH1            | 522-7x  | ۱۲      | راه نیافت | راه نیافت |
| معصومه خدابخشی | ۱۰ سپتامبر، تفنگ بادی ۱۰ متر ایستاده SH2 | ۶۲۷٫۰   | ۱۴      | راه نیافت | راه نیافت |

### شنا
| ورزشکار       | رویداد                          | مقدماتی | مقدماتی | فینال     | فینال     |
| ورزشکار       | رویداد                          | زمان    | رتبه    | زمان      | رتبه      |
| ------------- | ------------------------------- | ------- | ------- | --------- | --------- |
| شاهین ایزدیار | ۰۹ سپتامبر، ۵۰ متر آزاد S10     | ۲۵٫۳۲   | ۴       | صعود نکرد | صعود نکرد |
| شاهین ایزدیار | ۰۸ سپتامبر، ۱۰۰ متر قورباغه SB9 | ۱:۰۹٫۶۳ | ۵       | ۱:۱۰٫۸۲   | ۸         |

### والیبال نشسته
اعضای تیم والیبال نشسته مردان:
۱-مهرزاد مهروان، ۲-مرتضی مهرزاد، ۳-میثم علی‌پور، ۴-داود علی‌پوریان، ۵-ابوالفضل اولیایی، ۶-آرش خرم‌علی، ۷-صادق بیگدلی، ۸-مجید لشکری، ۹-حسین گلستانی، ۱۰-عیسی زیراهی، ۱۱-رمضان صالحی، ۱۲-مهدی بابادی
| تاریخ      | مرحله      | بازی ۱                    | بازی۲                     | رتبه |
| ---------- | ---------- | ------------------------- | ------------------------- | ---- |
| ۱۰ سپتامبر | گروهی      | ایران ۳–۰ چین             | بوسنی هرزگوین ۳–۰ اوکراین | 1    |
| ۱۲ سپتامبر | گروهی      | چین ۲–۳ اوکراین           | ایران ۳–۰ بوسنی هرزگوین   | 1    |
| ۱۴ سپتامبر | گروهی      | بوسنی هرزگوین ۳–۰ چین     | اوکراین ۰–۳ ایران         | 1    |
| ۱۶ سپتامبر | نیمه نهایی | برزیل ۰–۳ ایران           |                           | 1    |
| ۱۸ سپتامبر | فینال      | بوسنی و هرزگوین ۱–۳ ایران |                           | 1    |

| رتبه | تیم                 | بازی | بازی | بازی | ست  | ست   | ست    | امتیاز | امتیاز | امتیاز |
| رتبه | تیم                 | بازی | برد  | باخت | برد | باخت | نسبت  | برد    | باخت   | نسبت   |
| ---- | ------------------- | ---- | ---- | ---- | --- | ---- | ----- | ------ | ------ | ------ |
| ۱    | ایران (IRI)         | ۳    | ۳    | ۰    | ۹   | ۰    | MAX   | ۲۲۸    | ۱۷۳    | ۱٫۳۱۸  |
| ۲    | بوسنی هرزگوین (BIH) | ۳    | ۲    | ۱    | ۶   | ۳    | ۲     | ۲۰۶    | ۱۸۴    | ۱٫۱۲۰  |
| ۳    | اوکراین (UKR)       | ۳    | ۱    | ۲    | ۳   | ۸    | ۰٫۳۷۵ | ۲۳۷    | ۲۶۵    | ۰٫۸۹۴  |
| ۴    | چین (CHN)           | ۳    | ۰    | ۳    | ۲   | ۹    | ۰٫۲۲۲ | ۲۱۶    | ۲۶۵    | ۰٫۸۱۵  |

## اعضای تیم والیبال نشسته زنان
۱- معصومه زارعی، ۲-زینب ملکی، ۳-زهرا نجاتی، ۴-بتول خلیل‌زاده، ۵-مهری فلاحی، ۶-سمیرا خالقی، ۷-نسرین فرهادی (کاپیتان)، ۸-سکینه کشوری، ۹-عشرت کردستانی، ۱۰-طیبه جعفری، ۱۱-زهرا دانایی، ۱۲- زهرا عبدی
| تاریخ      | مرحله       | بازی ۱            | بازی۲            | رتبه |
| ---------- | ----------- | ----------------- | ---------------- | ---- |
| ۱۰ سپتامبر | گروهی       | چین ۳–۰ رواندا    | آمریکا ۳–۰ ایران | ۵    |
| ۱۲ سپتامبر | گروهی       | رواندا ۰–۳ ایران  | چین ۳–۲ آمریکا   | ۵    |
| ۱۴ سپتامبر | گروهی       | آمریکا ۳–۰ رواندا | ایران ۰–۳ چین    | ۵    |
| ۱۵ سپتامبر | رده‌بندی ۵–۶ | هلند ۲–۳ ایران    |                  | ۵    |

| رتبه | تیم          | بازی | بازی | بازی | ست  | ست   | ست    | امتیاز | امتیاز | امتیاز |
| رتبه | تیم          | بازی | برد  | باخت | برد | باخت | نسبت  | برد    | باخت   | نسبت   |
| ---- | ------------ | ---- | ---- | ---- | --- | ---- | ----- | ------ | ------ | ------ |
| ۱    | چین (CHN)    | ۳    | ۳    | ۰    | ۹   | ۲    | ۴٫۵۰۰ | ۲۴۶    | ۱۶۹    | ۱٫۴۵۶  |
| ۲    | آمریکا (USA) | ۳    | ۲    | ۱    | ۸   | ۳    | ۲٫۶۶۷ | ۲۵۶    | ۱۵۶    | ۱٫۶۴۱  |
| ۳    | ایران (IRI)  | ۳    | ۱    | ۲    | ۳   | ۶    | ۰٫۵۰۰ | ۱۶۰    | ۱۹۷    | ۰٫۸۱۲  |
| ۴    | رواندا (RWA) | ۳    | ۰    | ۳    | ۰   | ۹    | ۰     | ۸۵     | ۲۲۵    | ۰٫۳۷۸  |

### بسکتبال با ویلچر
اعضای تیم :
۴-سامان بلاغی، ۵-محمد محمدنژاد، ۶-اسماعیل حسین پور، ۷-وحید غلامزاد، ۸-ایمان بگ‌زاده، ۹-محمد سهی، ۱۰-محسن طلوعی، ۱۱-حکیم منصوری، ۱۲-امید هادی اظهر، ۱۳-مرتضی عابدی، ۱۴- مرتضی ابراهیمی، ۱۵-حسن عبدی
| تاریخ      | مرحله        | بازی ۱                 | بازی۲                 | بازی ۳               | رتبه |
| ---------- | ------------ | ---------------------- | --------------------- | -------------------- | ---- |
| ۰۸ سپتامبر | گروهی        | بریتانیا ۹۳–۳۱ الجزایر | برزیل ۳۸–۷۵ آمریکا    | آلمان ۶۳–۶۹ ایران    | ۱۰   |
| ۰۹ سپتامبر | گروهی        | آمریکا ۷۷–۵۲ آلمان     | ایران ۶۰–۸۴ بریتانیا  | الجزایر ۴۳–۸۲ برزیل  | ۱۰   |
| ۱۰ سپتامبر | گروهی        | آمریکا ۹۳–۴۴ ایران     | آلمان ۹۷–۴۱ الجزایر   | بریتانیا ۷۳–۵۵ برزیل | ۱۰   |
| ۱۱ سپتامبر | گروهی        | بریتانیا ۶۶–۵۲ آلمان   | برزیل ۷۳–۵۰ ایران     | الجزایر ۲۴–۹۲ آمریکا | ۱۰   |
| ۱۲ سپتامبر | گروهی        | ایران ۷۲–۴۸ الجزایر    | آمریکا ۶۵–۴۸ بریتانیا | برزیل ۶۱–۷۳ آلمان    | ۱۰   |
| ۱۵ سپتامبر | رده‌بندی ۹–۱۰ | ژاپن ۶۵–۵۲ ایران       | -                     | -                    | ۱۰   |

| رتبه | تیم            | امتیاز | بازی | بازی | بازی | امتیاز | امتیاز | امتیاز |
| رتبه | تیم            | امتیاز | بازی | برد  | باخت | برد    | بخت    | اختلاف |
| ---- | -------------- | ------ | ---- | ---- | ---- | ------ | ------ | ------ |
| ۱    | آمریکا (USA)   | ۱۰     | ۵    | ۵    | ۰    | ۴۰۲    | ۲۰۶    | ۱۹۶    |
| ۲    | بریتانیا (GBR) | ۹      | ۵    | ۴    | ۱    | ۳۶۴    | ۲۶۳    | ۱۰۱    |
| ۳    | برزیل (BRA)    | ۷      | ۵    | ۲    | ۳    | ۳۰۹    | ۳۱۴    | ۵-     |
| ۴    | آلمان (GER)    | ۷      | ۵    | ۲    | ۳    | ۳۳۷    | ۳۱۴    | ۲۳     |
| ۵    | ایران (IRI)    | ۷      | ۵    | ۲    | ۳    | ۲۹۵    | ۳۶۱    | ۶۶-    |
| ۶    | الجزایر (ALG)  | ۵      | ۵    | ۰    | ۵    | ۱۸۷    | ۴۳۶    | ۲۴۹-   |